# مؤسسه ترجمه ادبیات کره
مؤسسه ترجمه ادبیات کره یا LTI (به کره ای: 한국 문학 번역) که در گذشته با نام بنیاد ترجمه ادبیات کره شناخته می‌شد، در سال ۱۹۹۶ توسط دولت کره جنوبی با هدف ترویج ادبیات و فرهنگ کره در خارج از کشور تشکیل شد.
این مؤسسه به منظور بالا بردن کیفیت ترجمه آثار ادبیات کره ای از انواع ترجمه و نشر در این زمینه حمایت مالی می‌کند و با برنامه‌های مختلف از جمله مبادلات با خارج ازکشور، برای تقویت زمینه صادرات ادبیات کره ای و ایجاد شبکه ای برای ناشران کره ای و خارجی و همچنین تقویت مترجمان حرفه ای برای ارتقا ظرفیت ترجمه ادبیات کره ای تلاش می‌کند.
در حال حاضر این مؤسسه یک کتابخانه آنلاین را اداره می‌کند که در آن می‌توان به اطلاعات مربوط به کتابهایی که به زبان‌های دیگر ترجمه شده‌اند دست یافت همچنین یک فصلنامه ادبیات کره ای را نیز منتشر می‌کند که شامل اطلاعاتی درمورد ترجمه‌های جدید، گزیده کتابها، نظرات و مصاحبه‌ها و گزارش‌های مربوط به انشارات است

## تاریخ
۱۹۹۶. بنیاد ترجمه ادبیات کره تشکیل شد.
۲۰۰۱. گسترش بیشتری یافت و به مؤسسه ترجمه ادبیات کره تغییر نام داد، دکتر به عنوان رئیس مؤسسه منصوب شد.
۲۰۰۳. دکتر Chin Hyung Joon به عنوان جانشین دکتر پارک و دومین رئیس این مؤسسه منصوب شد.
۲۰۰۵. اعلام بازنگری در قانون ترویج فرهنگ و هنر. تغییر وضعیت به یک شرکت خاص
۲۰۰۶. دکتر Yoon Jikwan بعنوان سومین رئیس مؤسسه منصوب شد.
۲۰۰۹. دکتر Joo Youn Kim به عنوان چهارمین رئیس مؤسسه منصوب شد.
۲۰۱۰. تغییر در قانون و تصویب مؤسسه ترجمه ادبیات کره، اقدامی درجهت ارتقا صنعت چاپ و نشر.
۲۰۱۲. دکتر Kim, Seong-kon به عنوان پنجمین و ششمین رئیس مؤسسه منصوب شد.
۲۰۱۸. آقای Kim Sa-in به عنوان هفتمین رئیس مؤسسه انتخاب شد.

## هداف و چشم‌انداز
بر اساس وبسایت مؤسسه ترجمه ادبیات کره جنوبی اهداف این مؤسسه به این شرح است:

## انتشار ارزشهای ادبیات کره ای در سراسر جهان
متنوع کردن پشتیبانی از ترجمه و انشار ادبیات کره ای
اصلاح سیستم پشتیبانی ترجمه و نشر آثار ادبی
گسترش شبکه جهانی و مشارکت با ناشران بزرگ خارجی

## گسترش خوانش جهانی ادبیات کره ای
بهبود کیفیت و افرایش مبادلات ادبی بین‌المللی
بهبود زمینه برای لذت بردن از آثار ادبی د داخل و خارج ازکشور

## تأسیس یک بنیاد سیستماتیک برای جهانی سازی ادبیات کره
برنامه‌ریزی استراتژیک برای معرفی جامع ادبیات کره در خارج از کشور
ارائه مطالب مقدماتی سیستماتیک وتوی در زمینه ادبیات کره ای
توسعه یک بستر آنلاین پیشرفته برای اطلاعات در مورد ادبیات کره

## آموزش مترجمین حرفه ای ادبیات کره ای در کلاس جهانی
بهبود استانداردهای آموزش ترجمه ادبی
تقویت توانایی فارغ‌التحصیلان
کشف و آموزش مترجمین در گروه‌های زبان‌های در اقلیت
پشتیبانی از فعالیت‌های پژوهشی توسط مترجمان

## نوآوری مدیریتی با هدف تحقق ارزشهای اجتماعی
ایجاد زمینه برای رشد پایدار
ارتباط مؤثر در درون سازمان
انتشار ارزش‌های اجتماعی ادبیات